# Раденовић
Раденовић је српско презиме настало од мушког имена Раден. Може се односити на следеће особе:
- Вељко Раденовић (1955–2012), генерал полиције
- Иван Раденовић (1984), кошаркаш
- Павле Раденовић (?–1415), племић